# Mathieu Valade
 (juillet 2023).
Mathieu Valade est un artiste pluridisciplinaire québécois. Il est né en 1979 à Salaberry-de-Valleyfield, vit et travaille aujourd’hui à Chicoutimi, Québec. Il est représenté par la Galerie 3 de Québec.

## Biographie
Il est diplômé d’un Baccalauréat en arts visuels réalisé entre l’Université du Québec à Montréal et l’Université Laval où il a aussi complété une maîtrise en arts visuels avec mémoire dont le titre est : « Le dedans et le dehors comme dépassement de la surface en sculpture ».
Dans sa pratique l’artiste explore le rapport entre les formes et les images qu’elle provoquent quand elles sont détournées, ce grâce aux médiums de la sculpture, du dessin et de la vidéo.
Il a réalisé plusieurs résidences artistiques dans les centres canadiens : La Chambre Blanche (Québec), Sagamie (Alma), Vaste et Vague (Carleton), VSVSVS (Toronto), Silex (Trois-rivières); et à l’international : SECS Pinieros (Brésil), Duplex 10 M2 (Bosnie-Herzégovine), BPS 22 (Belgique).

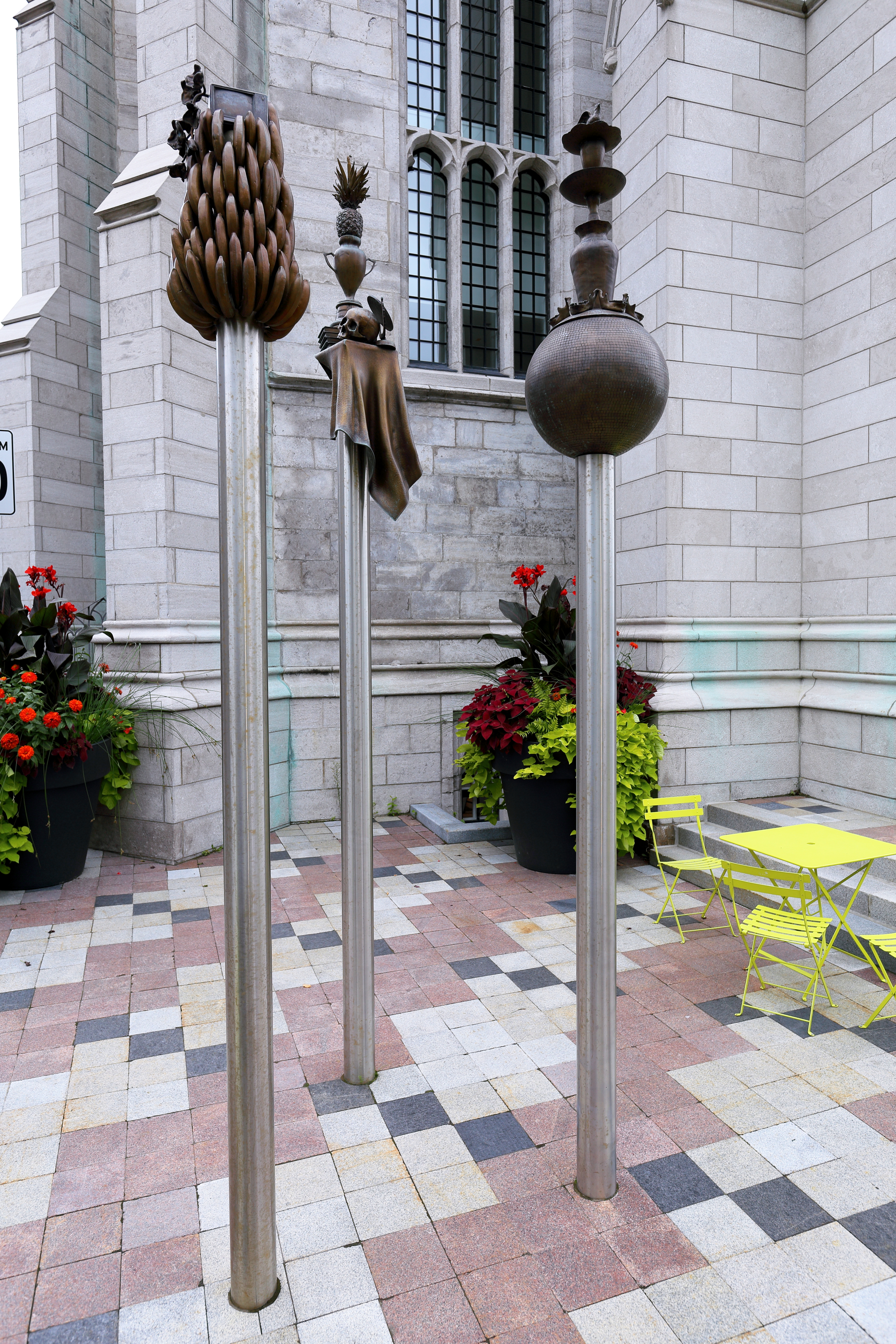
Mathieu Valade, Éphémère durable, 2017, Maison de la littérature, Québec

Il a participé à de nombreuses expositions individuelles et de groupe, au Canada et à l’international. Ses œuvres sont présentes dans plusieurs collections au Québec, et il a aussi réalisé plusieurs œuvres d’art public dans la province, dont l'œuvre Éphémère durable à la Maison de la littérature de Québec.

## Expositions (sélection)

### Expositions individuelles
- 2004 : « Le dedans des choses », galerie Rouje, Québec, QC, Canada
- 2005 : « Les multiples : la porte des étoiles », atelier Silex, Trois-Rivières, QC, Canada
- 2006 : « À la campagne! », Centre Vaste et vague, Carleton, QC, Canada
- 2007 : « Ergoesthétique », Le Lieu, centre en art actuel, Québec, QC, Canada
- 2012 : « L’art c’est du vent », Galerie Duplex 10 M2, Sarajevo, Bosnie-Herzégovine
- 2015 : Galerie RDV, Nantes[4]
- 2016 : 
  - « Hermétique Club », Galerie 3, Québec, QC, Canada[5]
  - « Post-romantique », Circa art actuel, Montréal, QC, Canada[6]
- 2019 : « Naturellement sophistiqués, Centre d'exposition Raymond-Lasnier, Trois-Rivières, QC, Canada[7]
- 2020 : « Paysage par point », Galerie 3, Québec, QC, Canada[8]

### Expositions collectives
- 2007 : « Bing Bouing Bouing », Galerie des Arts Visuels de l’Université Laval, Québec, QC, Canada[9]
- 2008 : 
  - « C’est arrivé près de chez vous », Musée national des beaux-arts de Québec, QC, Canada[10]
  - « Toi/you », Musée national des beaux art du Québec, Manif d’art 4 – Biennale de Québec, Québec, QC, Canada[11]
- 2011 : SECS Pinieros, Échange Québec-Sao Paolo, Sao Paolo, Brésil[12]
- 2015 : « Forme élargie/ Expended form », Centre d’art actuel Regart, Lévis, QC, Canada[13]
- 2016 : « Convention collective », Centre bang, Chicoutimi, QC, Canada[14]
- 2017 :
  - « L’art de la joie », Musée national des beaux art du Québec, Manif d’art 8- Biennale de Québec, QC, Canada[15]          
  - « Sans réservé », Musée d’art contemporain du Val de Marne - MACVAL, Vitry-sur-Scine, France[16]
- 2018 : « Blind spot », Rosalux, Berlin, Allemagne[17]
- 2019 : BPS22, Musée d’art contemporain de la province de Hainaut, Charleroi, Belgique[18]
- 2022 : « Passages insolites », Ex-muro, Québec, QC, Canada[19]

## Collection
- Musée national des beaux-arts du Québec[20]

- Collections privées

## Prix et bourses
- Bourses du Conseil des arts et des lettres du Québec et du Conseil des arts du Canada
- Bourse d’excellence René Richard de l’Université Laval

- 2017: Prix mérite architectural de la ville de Québec pour l’œuvre d’art publique de l’année[21].